# Успение Богородично (Сайта)
Вижте пояснителната страница за други значения на Успение Богородично.
„Успение Богородично“ (на гръцки: Κοιμήσεως της Θεοτόκου) е православна църква в сярското село Сайта (Лангади), Гърция, част от Сярската и Нигритска епархия.
Църквата е изградена в северната част на селото в 1954 година. Осветен е в 1964 година.
Към енорията принадлежи и храмът „Успение Богородично“ в Старо Сайта в Богданската планина.